# Bluegrass (альбом)
Bluegrass — 74-й студийный альбом американского кантри-музыканта Вилли Нельсона (в момент выхода ему было 90 лет), изданный 15 сентября 2023 года на студии Legacy Recordings. Спродюсированный Бадди Кэнноном, альбом является первым полным альбомом Нельсона с музыкой в стиле блюграсс и содержит двенадцать переосмыслений песен из каталога Нельсона. В интервью AARP Нельсон рассказал, что это первый альбом с момента приобретения акустической гитары Trigger, в котором он не записывался со своей фирменной гитарой. Главный сингл альбома, новая версия песни «You Left Me a Long, Long Time Ago», открывавшей альбом Нельсона The Willie Way 1972 года, был выпущен 22 июня 2023 года. Альбом номинирован на премию «Грэмми» в категории «Лучший альбом в стиле блюграсс» на 66-й ежегодной церемонии вручения премии «Грэмми».

## История
Бадди Кэннон рассказал Texas Monthly, что в первоначальной концепции альбома Нельсон должен был петь дуэтом с вокалистами блюграсса, но Кэннон отверг эту идею как «диковинную». Кэннон, который предпочитал подход, более близкий к пуризму, чем на предыдущем альбоме Нельсона Country Music, выбрал песни и собрал бэк-группу, которая записывалась вместе в Нашвилле в течение двух дней. Единственный инструмент, который был наложен, это губная гармошка, на которой играл Микки Рафаэль, поскольку Вилли Нельсон, записавший свой вокал в Остине, решил не играть на Trigger.

## Отзывы
| Совокупная оценка   | Совокупная оценка |
| Источник            | Оценка            |
| ------------------- | ----------------- |
| Metacritic          | 75/100            |
| Оценки критиков     |                   |
| Источник            | Оценка            |
| AllMusic            | [ 6 ]             |
| American Songwriter | [ 7 ]             |

Bluegrass получил положительные отзывы от музыкальных критиков. На сайте Metacritic, который присваивает нормализованный рейтинг из 100 баллов рецензиям основных критиков, альбом получил 75 баллов из 100 на основе пяти рецензий, что означает «в целом благоприятные отзывы».
Стивен Томас Эрлевайн из AllMusic сказал, что альбом «не является значительным сдвигом для Вилли», но похвалил «живую атмосферу» и «сопереживающие гармонии», заключив, что пластинка является «приятным путешествием». Hot Press похвалил все аспекты альбома, кроме обложки, и отметил, что это «альбом, который настолько близок к идеальной записи, насколько это не имеет шансов» American Songwriter сказал, что альбом — «одним словом, сорванец», где Нельсон «предлагает мудрость в равной степени с развлечением», и похвалил «раздельный акустический» характер альбома, сравнив его с релизом Unplugged.

## Список композиций
Слова и музыка всех песен — Вилли Нельсон, кроме «Good Hearted Woman», где соавтор Уэйлон Дженнингс.
| №                   | Название                            | Длительность |
| ------------------- | ----------------------------------- | ------------ |
| 1.                  | «No Love Around»                    | 3:13         |
| 2.                  | «Somebody Pick Up My Pieces»        | 5:12         |
| 3.                  | «Good Hearted Woman»                | 4:58         |
| 4.                  | «Sad Songs and Waltzes»             | 3:38         |
| 5.                  | «Home Motel»                        | 4:24         |
| 6.                  | «You Left Me a Long, Long Time Ago» | 4:18         |
| 7.                  | «Yesterday's Wine»                  | 3:27         |
| 8.                  | «Bloody Mary Morning»               | 3:04         |
| 9.                  | «Slow Down Old World»               | 2:14         |
| 10.                 | «Still Is Still Moving to Me»       | 4:00         |
| 11.                 | «On the Road Again»                 | 2:40         |
| 12.                 | «Man With the Blues»                | 2:20         |
| Общая длительность: | Общая длительность:                 | 43:28        |

## Чарты
| Чарт (2023)                              | Высшая позиция |
| ---------------------------------------- | -------------- |
| Шотландия (Scottish Albums Chart)        | 63             |
| Швейцария (Schweizer Hitparade)          | 64             |
| Великобритания (UK Country Albums Chart) | 4              |